# Liste der Mitglieder des Senats im 30. Kongress der Vereinigten Staaten
Die Senatoren im 30. Kongress der Vereinigten Staaten wurden zu einem Drittel 1846 und 1847 neu gewählt. Vor der Verabschiedung des 17. Zusatzartikels 1913 wurde der Senat nicht direkt gewählt, sondern die Senatoren wurden von den Parlamenten der Bundesstaaten bestimmt. Jeder Staat wählt zwei Senatoren, die unterschiedlichen Klassen angehören. Die Amtszeit beträgt sechs Jahre, alle zwei Jahre wird für die Sitze einer der drei Klassen gewählt. Zwei Drittel des Senats bestehen daher aus Senatoren, deren Amtszeit noch andauert.
Die Amtszeit des 30. Kongresses ging vom 4. März 1847 bis zum 3. März 1849. Seine erste Tagungsperiode fand vom 6. Dezember 1847 bis zum 4. August 1848 in Washington, D.C. statt, die zweite vom 4. Dezember 1848 bis zum 3. März 1849.

## Zusammensetzung und Veränderungen
Im 29. Kongress saßen am Ende seiner Amtszeit 31 Demokraten, 24 Whigs und ein Senator der Liberty Party, zwei Sitze waren vakant. Bei den Wahlen 1846 und 1847 gewannen die Demokraten drei Sitze von den Whigs, ein Sitz in Tennessee ging den Whigs verloren, weil das Parlament nicht rechtzeitig wählte. Der Sitz der Liberty Party ging an den unabhängigen Demokraten John P. Hale, der sich der neu bildenden Free Soil Party anschloss. Der Kongress begann daher mit 34 Demokraten und 20 Whigs sowie einem unabhängigen Demokraten im Senat, drei Sitze waren vakant. Die Nachwahl für den vakanten Sitze in Tennessee konnten die Whigs noch vor der ersten Sitzungsperiode gewinnen, sodass die Mehrheit der Demokraten anschließend bei 34 zu 21 Whigs und einem Free Soiler lag. Wisconsin wurde als 30. Staat in die Union aufgenommen und wählte im Juni 1848 zwei Demokraten in den Senat, die im Dezember gewählten beiden ersten Senatoren aus Iowa, das als 29. Staat in die Union aufgenommen worden war, waren ebenfalls Demokraten. Damit stieg die Mehrheit auf 38 Demokraten gegen 21 Whigs und einen Free Soiler. Weitere Nachwahlen ergaben bis zum Ende des 30. Kongresses keine weiteren Änderungen.

## Spezielle Funktionen
Nach der Verfassung der Vereinigten Staaten ist der Vizepräsident der Vorsitzende des Senats, ohne ihm selbst anzugehören. Bei Stimmengleichheit gibt seine Stimme den Ausschlag. Während des 30. Kongresses war George M. Dallas Vizepräsident. Im Gegensatz zur heutigen Praxis leitete der Vizepräsident bis ins späte 19. Jahrhundert tatsächlich die Senatssitzungen. Ein Senator wurde zum Präsidenten pro tempore gewählt, der bei Abwesenheit des Vizepräsidenten den Vorsitz übernahm. Vom 4. März bis zum 5. Dezember 1847 war weiter der vom 29. Kongress gewählte David R. Atchison Präsident pro tempore, er versah das Amt auch vom 2. Februar bis zum 8. Februar, vom 1. Juni bis zum 14. Juni, vom 26. Juni bis zum 29. Juni, vom 29. Juli bis zum 4. Dezember 1848, vom 26. Dezember 1848 bis zum 1. Januar 1849 sowie am Ende des Kongresses vom 2. März bis zum 4. März 1849.

## Liste der Senatoren
Unter Partei ist vermerkt, ob ein Senator der Demokratischen Partei, der Whig Party oder der Free Soil Party angehörte. Unter Staat sind die Listen der Senatoren des jeweiligen Staats verlinkt. Die reguläre Amtszeit richtet sich nach der Senatsklasse: Senatoren der Klasse I waren bis zum 3. März 1851 gewählt, die der Klasse II bis zum 3. März 1853 und die der Klasse III bis zum 3. März 1849. Das Datum gibt an, wann der entsprechende Senator in den Senat aufgenommen wurde, eventuelle frühere Amtszeiten nicht berücksichtigt. Unter Sen. steht die fortlaufende Nummer der Senatoren in chronologischer Ordnung, je niedriger diese ist, umso größer ist in der Regel die Seniorität des Senators. Die Tabelle ist mit den Pfeiltasten sortierbar.
| Senator              | Partei     | Staat          | Klasse | Datum         | Sen. | Anmerkung                                                           |
| -------------------- | ---------- | -------------- | ------ | ------------- | ---- | ------------------------------------------------------------------- |
| Dixon Hall Lewis     | Demokrat   | Alabama        | II     | 22. Apr. 1844 | 414  | starb am 25. Oktober 1848                                           |
| Benjamin Fitzpatrick | Demokrat   | Alabama        | II     | 25. Nov. 1848 | 461  | gewählt als Nachfolger von Lewis                                    |
| Arthur P. Bagby      | Demokrat   | Alabama        | III    | 24. Nov. 1841 | 394  | trat am 16. Juni 1848 zurück                                        |
| William R. King      | Demokrat   | Alabama        | III    | 1. Juli 1848  | 232  | gewählt als Nachfolger von Bagby früher im 16. bis 28. Kongress     |
| Chester Ashley       | Demokrat   | Arkansas       | II     | 8. Nov. 1844  | 415  | starb am 29. April 1848                                             |
| William K. Sebastian | Demokrat   | Arkansas       | II     | 12. Mai 1848  | 455  | ernannt und gewählt als Nachfolger von Ashley                       |
| Ambrose H. Sevier    | Demokrat   | Arkansas       | III    | 18. Sep. 1836 | 350  | trat am 15. März 1848 zurück                                        |
| Solon Borland        | Demokrat   | Arkansas       | III    | 30. März 1848 | 454  | gewählt als Nachfolger von Sevier                                   |
| Jabez W. Huntington  | Whig       | Connecticut    | I      | 4. Mai 1840   | 380  | starb am 1. November 1847                                           |
| Roger S. Baldwin     | Whig       | Connecticut    | I      | 11. Nov. 1847 | 450  | ernannt und gewählt als Nachfolger von Huntington                   |
| John M. Niles        | Demokrat   | Connecticut    | III    | 4. März 1843  | 344  | früher im 24. bis 25. Kongress                                      |
| John M. Clayton      | Whig       | Delaware       | I      | 4. März 1845  | 296  | trat am 23. Februar 1849 zurück früher im 21. bis 24. Kongress      |
| John Wales           | Whig       | Delaware       | I      | 23. Feb. 1849 | 464  | gewählt als Nachfolger von Clayton                                  |
| Presley Spruance     | Whig       | Delaware       | II     | 4. März 1847  | 447  |                                                                     |
| David Levy Yulee     | Demokrat   | Florida        | I      | 1. Juli 1845  | 428  |                                                                     |
| James Westcott       | Demokrat   | Florida        | III    | 1. Juli 1845  | 427  |                                                                     |
| John M. Berrien      | Whig       | Georgia        | II     | 14. Nov. 1845 | 264  | früher im 19. und 27. bis 29. Kongress                              |
| Walter T. Colquitt   | Demokrat   | Georgia        | III    | 4. März 1843  | 403  | trat am 4. Februar 1848 zurück                                      |
| Herschel V. Johnson  | Demokrat   | Georgia        | III    | 4. Feb. 1848  | 453  | gewählt als Nachfolger von Colquitt                                 |
| Stephen A. Douglas   | Demokrat   | Illinois       | II     | 4. März 1847  | 441  |                                                                     |
| Sidney Breese        | Demokrat   | Illinois       | III    | 4. März 1843  | 402  |                                                                     |
| Jesse D. Bright      | Demokrat   | Indiana        | I      | 4. März 1845  | 419  |                                                                     |
| Edward A. Hannegan   | Demokrat   | Indiana        | III    | 4. März 1843  | 404  |                                                                     |
| George W. Jones      | Demokrat   | Iowa           | II     | 7. Dez. 1848  | 463  |                                                                     |
| Augustus C. Dodge    | Demokrat   | Iowa           | III    | 7. Dez. 1848  | 462  |                                                                     |
| Joseph R. Underwood  | Whig       | Kentucky       | II     | 4. März 1847  | 448  |                                                                     |
| John J. Crittenden   | Whig       | Kentucky       | III    | 31. März 1842 | 206  | trat am 12. Juni 1848 zurück früher im 15. und 24. bis 26. Kongress |
| Thomas Metcalfe      | Whig       | Kentucky       | III    | 23. Juni 1848 | 460  | gewählt als Nachfolger von Crittenden                               |
| Solomon W. Downs     | Demokrat   | Louisiana      | II     | 4. März 1847  | 442  |                                                                     |
| Henry Johnson        | Whig       | Louisiana      | III    | 12. Feb. 1844 | 216  | früher im 15. bis 18. Kongress                                      |
| John Fairfield       | Demokrat   | Maine          | I      | 7. März 1843  | 409b | starb am 24. Dezember 1847                                          |
| Wyman B. S. Moor     | Demokrat   | Maine          | I      | 5. Jan. 1848  | 452  | ernannt als Nachfolger von Fairfield                                |
| Hannibal Hamlin      | Demokrat   | Maine          | I      | 8. Juni 1848  | 456  | gewählt als Nachfolger von Fairfield                                |
| James W. Bradbury    | Demokrat   | Maine          | II     | 4. März 1847  | 439  |                                                                     |
| Reverdy Johnson      | Whig       | Maryland       | I      | 4. März 1845  | 423  |                                                                     |
| James Pearce         | Whig       | Maryland       | III    | 4. März 1843  | 407  |                                                                     |
| Daniel Webster       | Whig       | Massachusetts  | I      | 4. März 1845  | 291  | früher im 20. bis 26. Kongress                                      |
| John Davis           | Whig       | Massachusetts  | II     | 24. März 1845 | 340  | früher im 24. bis 26. Kongress                                      |
| Lewis Cass           | Demokrat   | Michigan       | I      | 4. März 1845  | 420  | trat am 29. Mai 1848 zurück                                         |
| Thomas Fitzgerald    | Demokrat   | Michigan       | I      | 8. Juni 1848  | 459  | ernannt als Nachfolger von Cass                                     |
| Alpheus Felch        | Demokrat   | Michigan       | II     | 4. März 1847  | 443  |                                                                     |
| Jesse Speight        | Demokrat   | Mississippi    | I      | 4. März 1845  | 424  | starb am 1. Mai 1847                                                |
| Jefferson Davis      | Demokrat   | Mississippi    | I      | 10. Aug. 1847 | 449  | ernannt und gewählt als Nachfolger von Speight                      |
| Henry S. Foote       | Demokrat   | Mississippi    | II     | 4. März 1847  | 444  |                                                                     |
| Thomas Hart Benton   | Demokrat   | Missouri       | I      | 10. Aug. 1821 | 247  |                                                                     |
| David R. Atchison    | Demokrat   | Missouri       | III    | 14. Okt. 1843 | 411  | Präsident pro tempore                                               |
| John P. Hale         | Free Soila | New Hampshire  | II     | 4. März 1847  | 445  |                                                                     |
| Charles G. Atherton  | Demokrat   | New Hampshire  | III    | 4. März 1843  | 401  |                                                                     |
| William L. Dayton    | Whig       | New Jersey     | I      | 2. Juli 1842  | 399  |                                                                     |
| Jacob W. Miller      | Whig       | New Jersey     | II     | 4. März 1841  | 390  |                                                                     |
| Daniel S. Dickinson  | Demokrat   | New York       | I      | 30. Nov. 1844 | 416  |                                                                     |
| John Adams Dix       | Demokrat   | New York       | III    | 18. Jan. 1845 | 418c |                                                                     |
| Willie P. Mangum     | Whig       | North Carolina | II     | 25. Nov. 1840 | 310  | früher im 22. bis 24. Kongress                                      |
| George E. Badger     | Whig       | North Carolina | III    | 25. Nov. 1846 | 435  |                                                                     |
| Thomas Corwin        | Whig       | Ohio           | I      | 4. März 1845  | 421  |                                                                     |
| William Allen        | Demokrat   | Ohio           | III    | 4. März 1837  | 358  |                                                                     |
| Daniel Sturgeon      | Demokrat   | Pennsylvania   | I      | 14. Jan. 1840 | 377  |                                                                     |
| Simon Cameron        | Demokrat   | Pennsylvania   | III    | 13. März 1845 | 426  |                                                                     |
| Albert C. Greene     | Whig       | Rhode Island   | I      | 4. März 1845  | 422  |                                                                     |
| John Hopkins Clarke  | Whig       | Rhode Island   | II     | 4. März 1847  | 440  |                                                                     |
| John C. Calhoun      | Demokrat   | South Carolina | II     | 26. Nov. 1845 | 323  | früher im 22. bis 27. Kongress                                      |
| Andrew Butler        | Demokrat   | South Carolina | III    | 4. Dez. 1846  | 436  |                                                                     |
| Hopkins L. Turney    | Demokrat   | Tennessee      | I      | 4. März 1845  | 425  |                                                                     |
| John Bell            | Whig       | Tennessee      | II     | 22. Nov. 1847 | 451  |                                                                     |
| Thomas J. Rusk       | Demokrat   | Texas          | I      | 21. Feb. 1846 | 433  |                                                                     |
| Sam Houston          | Demokrat   | Texas          | II     | 21. Feb. 1846 | 432  |                                                                     |
| Samuel S. Phelps     | Whig       | Vermont        | I      | 4. März 1839  | 374  |                                                                     |
| William Upham        | Whig       | Vermont        | III    | 4. März 1843  | 408  |                                                                     |
| James M. Mason       | Demokrat   | Virginia       | I      | 21. Jan. 1847 | 438  |                                                                     |
| Robert M. T. Hunter  | Demokrat   | Virginia       | II     | 4. März 1847  | 446  |                                                                     |
| Henry Dodge          | Demokrat   | Wisconsin      | I      | 8. Juni 1848  | 457  |                                                                     |
| Isaac P. Walker      | Demokrat   | Wisconsin      | III    | 8. Juni 1848  | 458  |                                                                     |

- a) Hale wurde ursprünglich als unabhängiger Demokrat gewählt.[4]
- b) Fairfield trat sein Amt nach anderen Quellen erst am 4. Dezember an.[5]
- c) Dix trat sein Amt nach anderen Quellen erst am 27. Januar an.[6]